# Ватеррёс, Роналд
Роналд Катарина Мартинюс Ватеррёс (нидерл. Ronald Katarina Martinus Waterreus; 25 августа 1970, Лемирс, Валс, Лимбург) — нидерландский футболист, вратарь. Игрок сборной Нидерландов, бронзовый призёр Евро 2004.

## Карьера

### В клубах
Роналд начинал заниматься футболом при любительском клубе «Маргратен». С сезона 1989/90 числился в «Роде», где основным вратарём был поляк Генрик Болеста, а в сезоне 1992/93 дебютировал в Эредивизи и стал основным голкипером клуба.
С сезона 1994/95 начал выступать за одного из лидеров нидерландского футбола — ПСВ. С эйндховенцами Ватеррёс выиграл четыре чемпионских титула (1996/97, 1999/2000, 2000/01, 2002/03) и Кубок 1995/96, а также был признан вратарём года в Нидерландах в сезоне 2000/01.
Летом 2004 года Роналд подписал контракт с английским «Манчестер Сити», рассчитанный до конца года, так как его пригласили в качестве второго вратаря вместо травмировавшего ахилл бельгийца Герта де Влигера. В итоге он провёл лишь две игры в Кубке лиги, а основным голкипером был Дэвид Джеймс. В феврале 2006 года Ватеррёс подписал годичный контракт и отправился в шотландский «Рейнджерс», где был призван заменить выбывшего до конца сезона немца Штефана Клоса. По итогам сезона 2005/06 Роналд стал вместе с клубом чемпионом и обладателем Кубка лиги Шотландии, а в следующем сезоне, будучи основным вратарём команды, помог ей впервые в её истории преодолеть групповой этап Лиги чемпионов, но при этом были провалены все национальные турниры. По окончании сезона Ватеррёс покинул клуб.
4 декабря 2006 года на правах свободного агента Роналд присоединился к АЗ, чтобы заменить выбывших из строя хорвата Джоуи Дидулицу и марокканца Халида Синуха, подписав с клубом краткосрочный контракт. Проведя в составе алкмарцев за декабрь 6 игр, в которых было пропущено 8 мячей, в январе 2007 года Роналд перешёл в клуб MLS «Нью-Йорк Ред Буллс», где за единственный сезон сыграл 18 матчей в регулярном чемпионате, а команда остановилась на первом раунде плей-офф, где ворота «быков» защищал Джон Конвей. На этом нидерландец завершил свою карьеру игрока.

## В сборной
В составе сборной Нидерландов Роналд появлялся в период с 2001 по 2004 годы, сыграл в её составе 7 матчей и был включен в заявку на Евро 2004, где, не сыграв ни минуты, стал обладателем бронзовой медали.

## Статистика

### Матчи Ватеррёса за сборную Нидерландов
| Матчи Ватеррёса за сборную Нидерландов | Матчи Ватеррёса за сборную Нидерландов | Матчи Ватеррёса за сборную Нидерландов | Матчи Ватеррёса за сборную Нидерландов | Матчи Ватеррёса за сборную Нидерландов | Матчи Ватеррёса за сборную Нидерландов |
| -------------------------------------- | -------------------------------------- | -------------------------------------- | -------------------------------------- | -------------------------------------- | -------------------------------------- |
| №                                      | Дата                                   | Соперник                               | Счёт                                   | Пропущено голов                        | Соревнование                           |
| 1                                      | 15 августа 2001                        | Англия                                 | 2:0                                    | —                                      | Товарищеский матч                      |
| 2                                      | 27 марта 2002                          | Испания                                | 1:0                                    | —                                      | Товарищеский матч                      |
| 3                                      | 19 мая 2002                            | США                                    | 2:0                                    | —                                      | Товарищеский матч                      |
| 4                                      | 12 февраля 2003                        | Аргентина                              | 1:0                                    | —                                      | Товарищеский матч                      |
| 5                                      | 29 марта 2003                          | Чехия                                  | 1:1                                    | 1                                      | Чемпионат Европы 2004 (отбор)          |
| 6                                      | 2 апреля 2003                          | Молдова                                | 2:1                                    | 1                                      | Чемпионат Европы 2004 (отбор)          |
| 7                                      | 1 июня 2004                            | Фарерские острова                      | 3:0                                    | —                                      | Товарищеский матч                      |

Итого: 7 матчей / пропущено 2 гола; 6 побед, 1 ничья, 0 поражений.

## Достижения

### Командные
Как игрока национальной сборной Нидерландов:
- Чемпионат Европы:
  - Бронзовый призёр: 2004

Как игрока ПСВ:
- Суперкубок Нидерландов:
  - Победитель: 1996, 1997, 1998, 2000, 2001, 2003
  - Финалист: 2002
- Чемпионат Нидерландов:
  - Чемпион: 1996/97, 1999/2000, 2000/01, 2002/03
  - Второе место: 1995/96, 1997/98, 2001/02, 2003/04
  - Третье место: 1994/95, 1998/99
- Кубок Нидерландов:
  - Победитель: 1995/96
  - Финалист: 1997/98, 2000/01

Как игрока «Рейнджерс»:
- Чемпионат Шотландии:
  - Чемпион: 2004/05
  - Третье место: 2005/06
- Кубок шотландской лиги:
  - Победитель: 2004/05

### Личные
Как игрока ПСВ:
- Чемпионат Нидерландов:
  - Лучший вратарь: 2000/01